# You (倖田來未の曲)
「you」（ユー）は、日本の女性歌手、倖田來未の楽曲である。2005年12月7日にrhythm zoneより19枚目のシングルとしてリリースされた。

## 解説
前作「Promise/Star」からちょうど3ヶ月でのリリースとなり、日本の音楽史上初となる、12週連続シングルリリースの第1弾。ジャケットはアラスカをイメージしている。
シングルとしては自身初のオリコン初登場1位を獲得した作品である。
12週作品のうち非5万枚限定生産3作品の1つであり、12週連続リリース中もロングヒットを記録した作品である。
カップリングの「Sweet Kiss」は、このシングルのみの収録である。
12週連続シングルのうち、5曲のPV（「Candy feat. Mr.Blistah」「you」「feel」「Lies」「Someday」の順）が繋がっている。
PVには、俳優の塚本高史が恋人役で出演している。

## 収録曲
1. you [4:48]
作詞：Kumi Koda、Toko Kuzuya
作曲：Toko Kuzuya
編曲：Toru Watanabe
2. Sweet Kiss [4:01]
作詞：Kumi Koda、Hirotake Onshi
作曲：Toru Watanabe
編曲：ats-
3. you -Instrumental- [4:48]
4. Sweet Kiss -Instrumental- [4:01]

## タイアップ
- music.jp CMソング (#1)
- ジェムケリー CMソング (#1)
- ロッテ「ピュアホワイトガム」CMソング (#2)

## 収録アルバム
- you
  - 『BEST 〜second session〜』
  - 『BEST 〜BOUNCE & LOVERS〜』(Piano Version)
  - 『WINTER of LOVE』
  - 『BEST 〜2000-2020〜』

## 収録ライブ映像
- you
  - 『BEST 〜second session〜 リリースパーティー』(LIVE TOUR 2005 〜first things〜 deluxe edition)
  - 『KODA KUMI LIVE TOUR 2006-2007 〜second session〜』
  - 『KODA KUMI PREMIUM LIMITED LIVE IN HALL IN YOKOHAMA ARENA』(Kingdom)
  - 『KODA KUMI LIVE TOUR 2008 〜Kingdom〜』
  - 『KODA KUMI LIVE TOUR 2009 〜TRICK〜』
  - 『KODA KUMI Premium Night 〜Love & Songs〜』
  - 『Koda Kumi Fanclub Live Tour～Let's Party Vol.2～』(Bon Voyage)
  - 『Koda Kumi 15th Anniversary First Class 2nd LIMITED LIVE at STUDIO COAST』(WALK OF MY LIFE、ファンクラブ限定盤)
  - 『KODA KUMI 15th Anniversary LIVE The Artist』
  - 『KODA KUMI LIVE TOUR 2016 〜Best Single Collection〜』(メドレー)
  - 『billboard classics KODA KUMI Premium Symphonic Concert 2022 @festival hall』(WINGS)
- Sweet Kiss
  - 『KODA KUMI LIVE TOUR 2009 〜TRICK〜』(メドレー)